# Bolesław Książek (ceramik)
 Bolesław Książek  (ur. 17 listopada 1911 w Romanowie, zm. 3 października 1994) – polski ceramik, autor projektów naczyń dekoracyjnych i użytkowych, rzeźb, płyt okładzinowych, autor i współautor wielu ceramicznych dekoracji architektonicznych.

## Życiorys
Urodził się 17 listopada 1911 w Romanowie niedaleko Żytomierza na Wołyniu

### Okres pobytu w Krakowie
W 1930 roku wraz z rodziną przeniósł się do Krakowa, zamieszkując przy ulicy Przemysłowej. Do 1937 roku razem z ojcem pracował w hucie szkła przy ulicy Lipowej, później, do 1941 roku był konduktorem i motorniczym w Krakowskiej Miejskiej Kolei Elektrycznej. W 1935 roku ożenił się z pochodzącą z Terliczki pod Rzeszowem Marią Sierżęgą. Ślub odbył się 24 lutego w kościele Świętego Józefa na krakowskim Podgórzu. Nowożeńcy zamieszkali razem z rodziną przy ul. Przemysłowej. Później przeprowadzili się do mieszkania w Łagiewnikach przy ul. Głównej 142 (obecnie Zakopiańska). W 1937 roku urodziła im się córka Maria.
W 1941 roku rozpoczął naukę na Wydziale Ceramiki krakowskiej Kunstgewerbeschule, zawodowej szkole rzemieślniczej założonej przez Niemców w miejsce Instytutu Szkół Plastycznych, pod kierunkiem profesora Tadeusza Szafrana. Po zamknięciu szkoły w 1943 roku pracował w fabryce kafli „Zdun”. W 1944 roku urodziła się Książkom druga córka, Elżbieta.
W latach 1945–1951 kierował pracownią ceramiczną Spółdzielni Artystów Plastyków w Krakowie przy ul. Stromej (z roczną przerwą, w czasie której rodzina przeniosła się do Bolesławca, gdzie prof. Szafran uruchamiał przemysł ceramiczny). Po powrocie z Bolesławca zamieszkali w podkrakowskiej Rząsce. W 1947 roku urodziła się trzecia córka Książków, Małgorzata.
Plastycy zatrudniani w spółdzielni projektowali ceramikę użytkową i artystyczną zdobioną malaturami wykonywanymi rożkiem, inspirowaną sztuką ludową. Efekty ich pracy prezentowane były na wystawach, m.in. w 1949 roku na wystawie „Sztuki potrzeba każdemu” w Pałacu Sztuki w Krakowie.

### Czas pobytu w Łysej Górze
W 1951 roku przeprowadził się do Łysej Góry, gdzie z inicjatywy Franciszka Mleczki w 1947 roku powstała Spółdzielnia Pracy Rękodzieła Ludowego i Artystycznego „Kamionka” (działająca w strukturze Cepelii). Książek rozpoczął tam pracę jako kierownik techniczno-artystyczny. Pozostał na tym stanowisku do 1970 roku. Do 1955 roku był też nauczycielem w łysogórskiej Zasadniczej Szkole Rzemiosł Artystycznych, gdzie prowadził lekcje z technologii i rysunku oraz zajęcia warsztatowe.
Podstawę produkcji spółdzielni w początkach jej działalności stanowiły głównie wyroby tradycyjne – talerze ozdobne, flakony, miski, dzbanki, dekorowane rożkiem, inspirowane ludowymi wzorami. Od 1952 roku produkowano też pamiątki stanowiące kopie ceramiki archeologicznej, oraz ceramikę dekoracyjną i użytkową, figurki, mozaiki, płaskorzeźby ceramiczne. W 1952 roku spółdzielnia otrzymała zamówienie na ponad 13 000 płytek ceramicznych w rozmiarze 15x15 cm, a także 200 dużych płytek 40x40 cm do dekoracji lokali użytkowych na MDM-ie w Warszawie. Dekorowano je ptakami, zwierzętami, a duże – okrętami. Książek opracowywał projekty wyrobów. Do 1953 roku wyroby „Kamionki” były sprzedawane głównie na jarmarkach. Później dostępne były w sklepach Cepelii w całym kraju. W 1955 roku Bolesław Książek jako technolog opracowywał nowe szkliwa dla spółdzielni i nowe techniki pracy (szkliwa kryjące, malowanie szkliwami, szkliwa zaciekowe, matowe), sposób uzyskania konkretnych kolorów.
W 1960 roku razem z warszawskimi artystami Zygmuntem Madejskim i Krzysztofem Heniszem podjął próbę zastosowania łysogórskiej ceramiki w architekturze. Zaczęli oni projektować ceramiczne płyty okładzinowe, które po wystawie na dziedzińcu Pałacu Pod Blachą w Warszawie wzbudziły duże zainteresowanie. Architekci zaczęli wykorzystywać ceramiczne płyty do dekoracji elewacji budynków oraz wnętrz. Południowa Polska pełna jest takich realizacji z okresu PRL-u.
Książek był zarówno autorem, jak i współautorem tego typu kompozycji, współpracując z artystami plastykami, którzy wykonywali konkretne projekty. Jako technolog znał specyfikę pracy z ceramiką, dzięki jego wiedzy mogły powstawać wielkoformatowe ceramiczne obrazy.

### Dom Książków
Początkowo Książkowie mieszkali w budynku „Kamionki”. W 1951 roku kupili 13 arów gruntu i w 1952 roku rozpoczęli budowę domu systemem gospodarczym, według własnego projektu, na wzgórzu przez łysogórzan zwanym „Krakowem”. Do niewykończonego domu sprowadzili się w 1953 roku. Na dachu domu Bolesław umieścił blaszanego kogucika zaprojektowanego przez siebie, który prawdopodobnie stał się pierwowzorem kogucika z logo Cepelii. Elewacje pokryto jasnymi płytkami ceramicznymi o nieregularnych kształtach oraz dekoracyjnie pogrupowanymi otoczakami. Podmurówkę pokryto płytkami prostokątnymi w kolorze ceglastym. Jedną z bocznych ścian przy tarasie Książek ozdobił mozaiką. Również garaż udekorował ceramiczną płaskorzeźbą. Do domu prowadził „ceramiczny chodnik” składający się z białych, czarnych i ceglastych płytek ułożonych w zgeometryzowane wzory (nie zachował się). Obok dużych drewnianych drzwi znajdowała się ceramiczna płyta z wyrytym adresem: Łysa Góra 261. W piwnicy domu Bolesław Książek urządził pracownię ceramiczną.
Również wnętrze domu miało wiele dekoracji ceramicznych: kominek, ściana pokryta mozaiką, ceramika w formie obrazów, figurki, talerze i wiele innych.

### Odejście  z Kamionki
W 1971 roku Książek odszedł z „Kamionki” i założył własną pracownię. Z tego okresu pochodzą dekoracje architektoniczne na elewacjach domów prywatnych, głównie z okolic Tarnowa. Książek projektował i wykonywał także ceramikę do wnętrz, takie jak kominki, kompozycje na ścianach itp. W dalszym ciągu wykonywał ceramikę naczyniową i pamiątkarską. Główną formą wypowiedzi artysty były obrazy ceramiczne do zawieszenia na ścianie, oprawione w metalowe ramy oraz płaskorzeźby. Dużą popularnością cieszyły się motyle i kwiaty zamknięte w prostokątnej płycie. Prace wykonywane we własnej pracowni są sygnowane – wyciśnięty w rogu monogram „BK” w różnych wersjach.
Zmarł 3 października 1994 roku w wieku 83 lat, został pochowany na cmentarzu w Łysej Górze. Wdowa po nim Maria odeszła w 1998 roku.

## Wystawy i odznaczenia
Jego prace były wystawiane na wystawach indywidualnych i grupowych w kraju i za granicą. Znajdują się w Muzeach Narodowych w Krakowie, Gdańsku, Wrocławiu i Warszawie, w galeriach i zbiorach prywatnych. Za swoją działalność w dziedzinie kultury wielokrotnie otrzymywał dyplomy i odznaczenia, a w 1979 roku odznaczony został Krzyżem Kawalerskim Orderu Odrodzenia Polski.
Projekty i realizacje Bolesława Książka z czasów pracy w „Kamionce”, a także własnej działalności można oglądać na stronie dokumentującej dzieła artysty utworzonej przez wnuka Bolesława Książka – Marcina Sachę. W roku 2020 w Wydawnictwie Marginesy dr Bożena Kostuch z Muzeum Narodowego w Krakowie opublikowała biografię artysty pod tytułem „Czarodziej z Łysej Góry. Opowieść o Bolesławie Książku”.

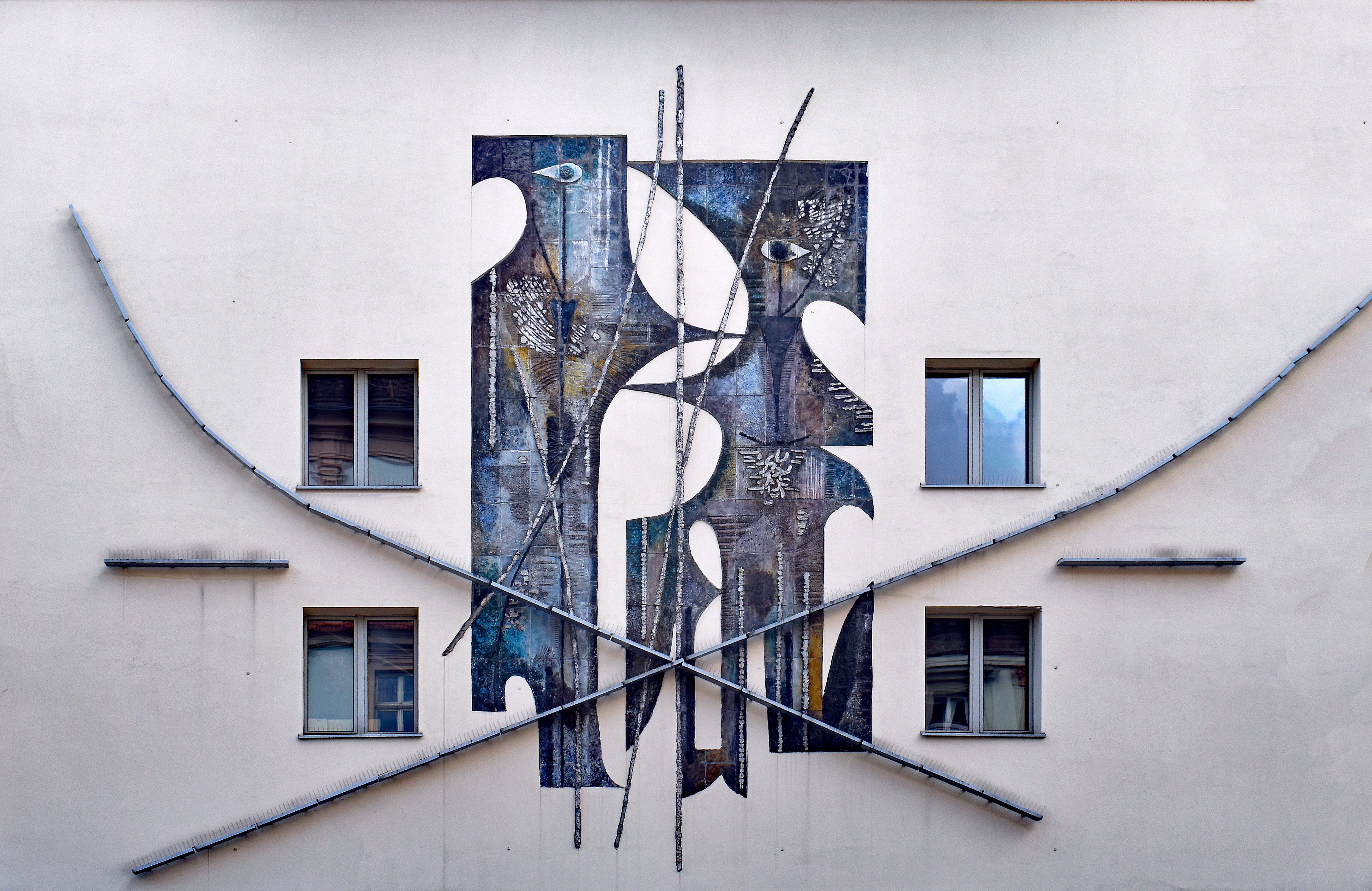
Kraków, Teatr „Bagatela” im. Tadeusza Boya-Żeleńskiego, mozaika 1967 proj. Witold Skulicz, współpraca Bolesław Książek
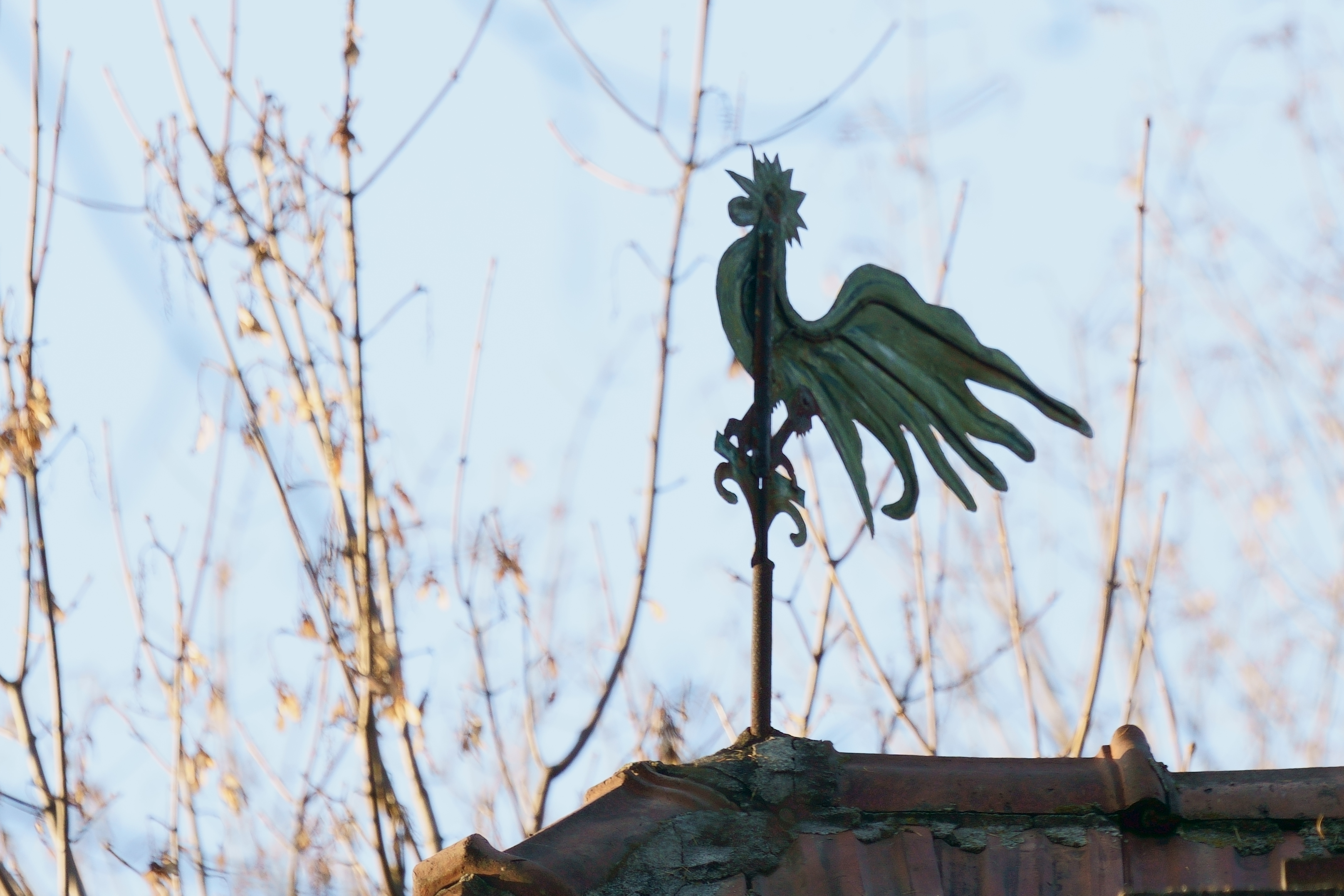
Kogucik na dachu domu państwa Książków, był pierwowzorem logo Cepelii
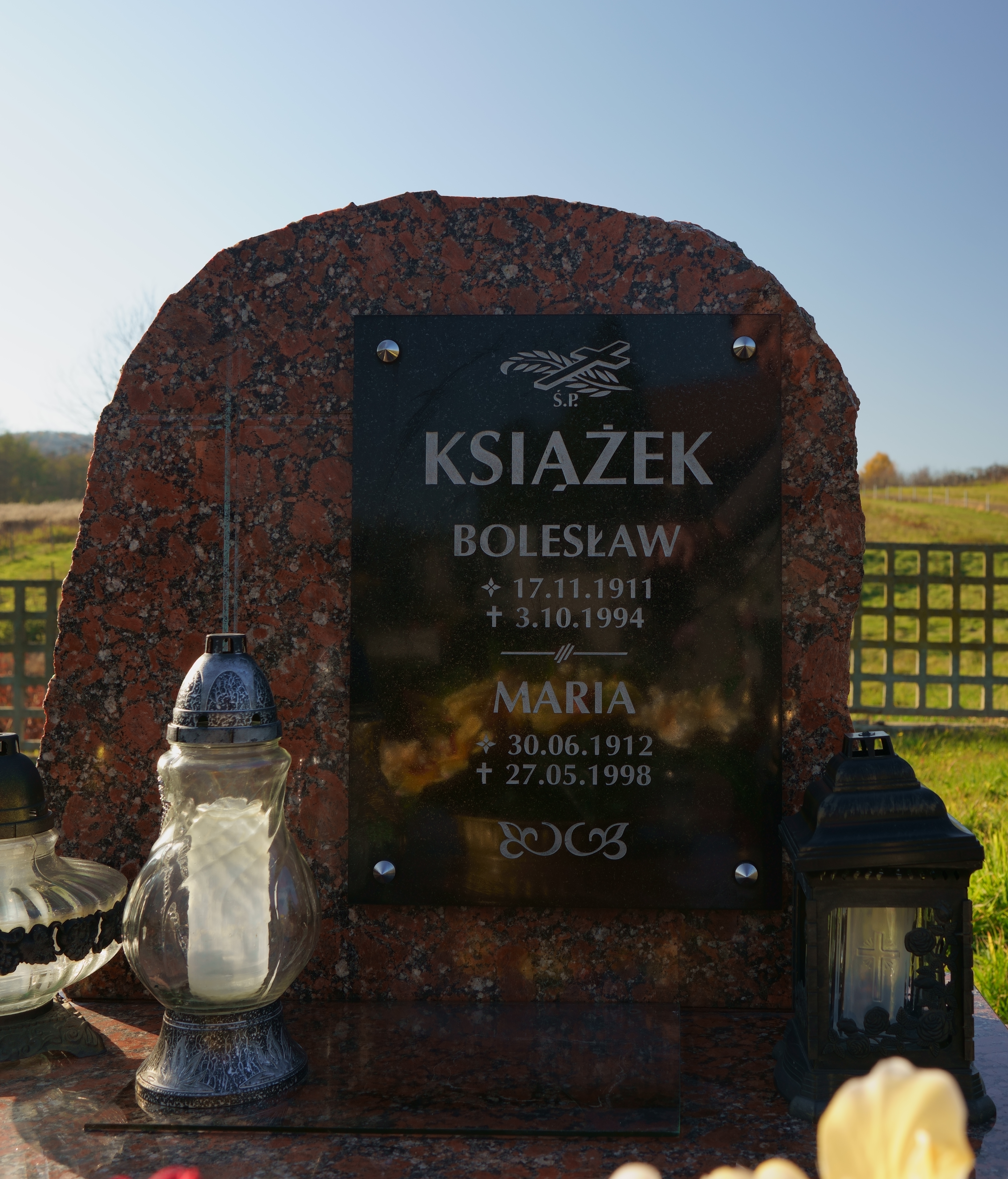
Nagrobek Bolesława i Marii Książków